# Carles Puigdemont
Carles Puigdemont i Casamajó (['karɫəs pudʒðəˈmon i kazəmə'ʒo] uitspraakⓘ) (Amer, 29 december 1962) is een Catalaans politicus. Van 1 juli 2011 tot 10 januari 2016 was hij burgemeester van Girona. Op 10 januari werd hij verkozen als 130ste president van de Generalitat de Catalunya, de regionale regering van Catalonië. Op 27 oktober 2017 liet hij het Catalaanse Parlement de onafhankelijkheid van Catalonië uitroepen. Hij werd diezelfde dag door de Spaanse regering uit zijn ambt gezet.

## Biografie
Puigdemont is de tweede van de acht kinderen van Xavier Puigdemont en Núria Casamajó, een banketbakkersechtpaar. Hij studeerde Catalaanse letterkunde aan de Universiteit van Girona maar stopte daarmee ten behoeve van een carrière in de journalistiek. Zijn overgrootvader en een van zijn ooms waren burgemeester van Amer, alhoewel zijn directe familie niet in de politiek actief is.
Puigdemont begon in 1981 begon te schrijven voor El Punt, en werd later hoofdredacteur van deze krant. Daarnaast schreef hij voor het weekblad Presència. Van 1999 tot 2002 was hij de eerste directeur van het persagentschap Agència Catalana de Notícies. Hij was ook algemeen directeur van Catalonia Today, een Engelstalige Catalaanse krant. Hij is de auteur van het essay Cata... què? Catalunya vista per la premsa internacional (vrij vertaald: "Cata... wat? Catalonië in de ogen van de internationale pers) en meerdere essays over communicatie, informatie- en internettechnologie en schrijft regelmatig in de media. Puigdemont is lid van de Catalaanse Journalistenvereniging.
Puigdemont, een voormalig actievoerder van Crida a la Solidaritat en Defensa de la Llengua, la Cultura i la Nació Catalanes (Oproep tot solidariteit voor de verdediging van de Catalaanse taal, cultuur en natie), werd ook lid van de Catalaanse Nationalistische Jeugd, die hij in de comarca's in het gebied van Girona samen met Pere Casals opzette.
Op 9 januari 2016 werd hij door parlementsvoorzitster Carme Forcadell voorgedragen als president van de Generalitat en op 10 januari door het regionale parlement verkozen met zeventig stemmen voor (Junts pel Sí en CUP) en drieënzestig tegen (PSC, PP, Catalunya Sí que es Pot en Ciutadans). Op de valreep kwam het tot een akkoord, toen de voorgaande president, Artur Mas, tegen wie de CUP een veto gesteld had, zijn kandidatuur had ingetrokken. Zonder dit akkoord had men volgens de wet in maart nieuwe verkiezingen moeten uitschrijven.

## Strijd om onafhankelijkheid Catalonië
Op 1 oktober 2017 hield Catalonië een (volgens de Spaanse grondwet onwettig) referendum over onafhankelijkheid, en op 27 oktober 2017 riep het Catalaanse parlement de onafhankelijkheid uit. Op diezelfde dag werden Puigdemont en zijn regering uit hun ambt gezet. De taken van de president van de Generalitat de Catalunya werden overgenomen door premier Mariano Rajoy Brey en overgedragen aan vicepremier Soraya Sáenz de Santamaría. Op 30 oktober 2017 vluchtte Puigdemont naar België, waar hij de Belgische advocaat Paul Bekaert in de arm nam. Het Spaanse parket wilde Puigdemont vervolgen wegens rebellie, misbruik van overheidsgeld en opruiing. Daartoe vroeg het via een Europees aanhoudingsmandaat om zijn uitlevering, maar dit werd op 5 december 2017 ingetrokken. Op 21 december 2017 werd Puigdemont herkozen tot parlementslid in het Catalaans parlement. Op 1 maart 2018 zag hij af van zijn kandidatuur voor president en wees hij Jordi Sànchez aan als kandidaat.
Op 23 maart 2018 werd een nieuw Europees arrestatiebevel uitgevaardigd terwijl Puigdemont op dat moment in Finland was. Op de terugweg naar België werd hij op 25 maart in Duitsland gearresteerd na het passeren van de Deense grens.
Op 12 juli dat jaar werd bekend dat het hooggerechtshof in Sleeswijk-Holstein instemde met de uitlevering van Puigdemont wegens misbruik van overheidsgeld, maar niet wegens rebellie. Het gevolg was dat Puigdemont na uitlevering niet voor rebellie in Spanje vervolgd kon worden. De Spaanse onderzoeksrechter Pablo Llarena trok daarop op 19 juli het arrestatiebevel in. Puigdemont kan zich hierdoor buiten Spanje vrij verplaatsen. In Spanje zelf bleef het nationale arrestatiebevel van kracht.
In april 2019 stelde Puigdemont zich als lijsttrekker van de onafhankelijkheidspartij Junts per Catalunya kandidaat voor de Europese Parlementsverkiezingen. Later die maand verbood de Spaanse kiescommissie zijn deelname, omdat hij zich niet persoonlijk in Spanje had laten registreren, maar het Spaanse hooggerechtshof maakte dit verbod in mei ongedaan. Puigdemont behaalde uiteindelijk een zetel in het Europees Parlement, net zoals de oud-ministers van Catalonië Toni Comin en Clara Ponsatí. Op 9 maart 2021 hief een meerderheid van het Europees Parlement de parlementaire onschendbaarheid van het drietal op, na verzoek van de Spaanse overheid. Ze zijn in beroep gegaan bij het Europees Hof van Justitie. Op 23 september 2021 werd Puigdemont aangehouden in Sardinië, op weg naar Alghero, maar daags nadien weer vrijgelaten, in afwachting van een proces op 4 oktober.
Op een congres van Junts per Catalunya in het Franse Argèles-sur-Mer op 4 juni 2022 stelde Puigdemont zich niet herkiesbaar als voorzitter. Tot zijn opvolger werd parlementsvoorzitter Laura Borras gekozen. Secretaris-generaal en partijleider werd Jordi Turull, die zijn gevangenisstraf voor het illegale referendum had uitgezeten en dus weer volledig aan het politieke bedrijf kon deelnemen.
In mei 2024 werd Puigdemont bij de Catalaanse verkiezingen verkozen voor het regionaal parlement. Zijn partij werd tweede. In augustus 2024 keerde Puigdemont kortstondig terug naar Spanje, waar hij in Barcelona de vertrouwensstemming in het Catalaanse parlement over de nieuwe minister-president, Salvador Illa, beweerde bij te willen wonen. Hij hield vooraf een toespraak, waarbij werd verwacht dat hij nadien zou opgepakt worden, aangezien er nog een arrestatiebevel tegen hem liep. Na zijn toespraak wist hij te ontsnappen aan de politie en keerde hij terug naar België.
In 2024 was hij opnieuw kandidaat voor het voorzitterschap, wat hij met meer dan 90 procent van de stemmen ook werd.

## Privé
Puigdemont is getrouwd met Marcela Topor, met wie hij twee dochters heeft.
- Biblioteca Nacional de España: XX1005511
- Bibliothèque nationale de France: cb17908604n (data)
- Catàleg d'autoritats de noms i títols de Catalunya: 981058516688406706
- Gemeinsame Normdatei: 1121802540
- International Standard Name Identifier: 0000 0000 5919 6926
- Library of Congress Control Number: n94081176
- Nationale Bibliotheek van Israël: 987008729398505171
- Nationale Bibliotheek van Polen: a0000003699622
- Nederlandse Thesaurus van Auteursnamen: 419842942
- Système universitaire de documentation: 080134173
- Virtual International Authority File: 14004078
- WorldCat: E39PBJtRM4MBHwBBbQCPrxwpyd